# Chromis pembae
Chromis pembae är en fiskart som beskrevs av Smith, 1960. Chromis pembae ingår i släktet Chromis och familjen Pomacentridae. IUCN kategoriserar arten globalt som livskraftig. Inga underarter finns listade i Catalogue of Life.